# Six colonnes à la une
Six colonnes à la une est un roman français de Pierre Gamarra paru en 1966.
Il s’agit d’un roman policier dont l’intrigue se déroule dans le milieu de la presse toulousaine. 

## Résumé

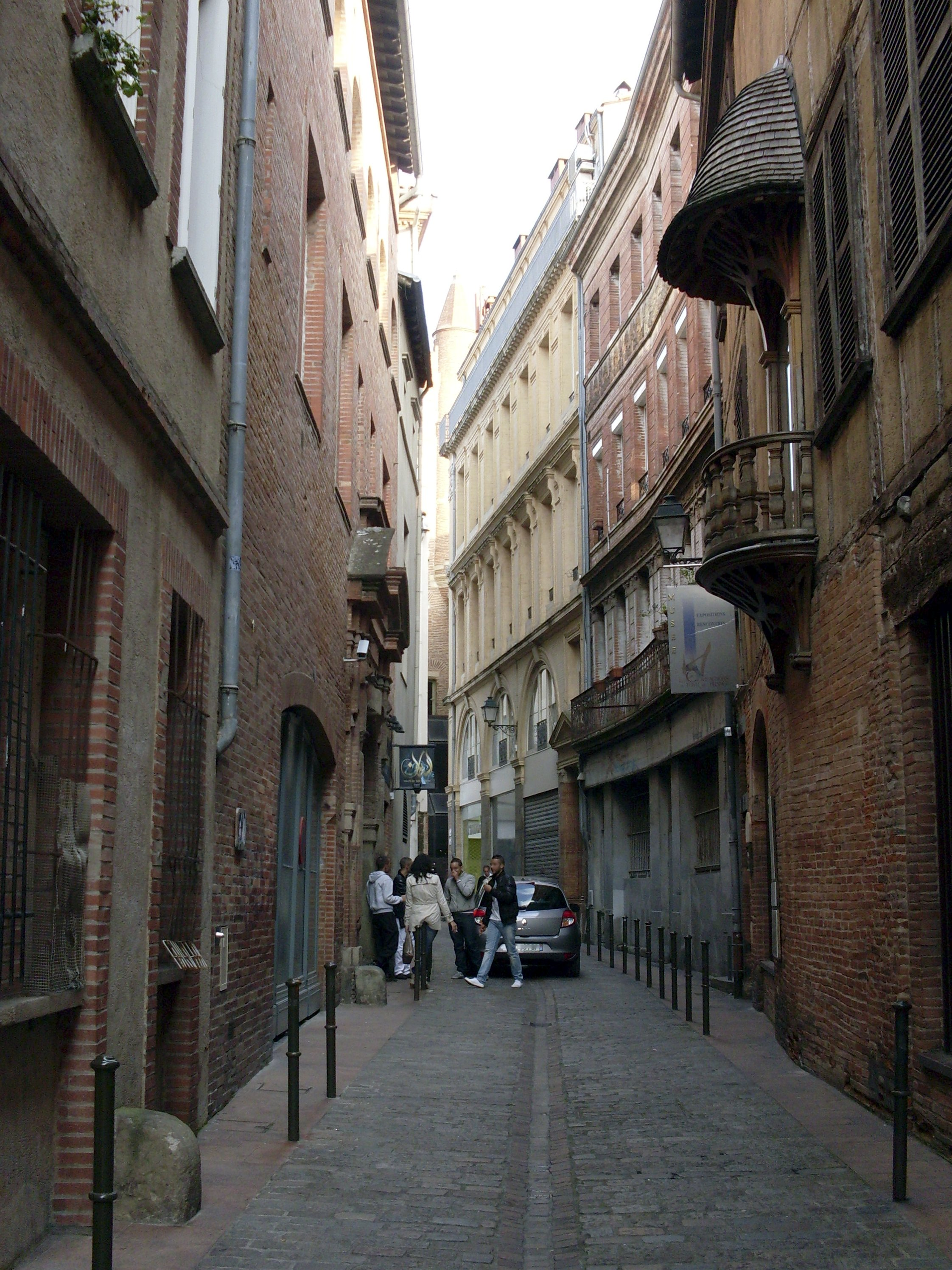
Une rue du quartier du Capitole à Toulouse.

Benoît Vallier est un jeune journaliste, plein de talent et d'enthousiasme qui travaille au Cri du Languedoc, quotidien de presse de Toulouse ; il apprend le métier en alimentant principalement la rubrique des « chiens écrasés » sous le direction de Fernand Cantarel, homme au grand cœur mais passionné par son métier et au caractère un peu vif. Depuis quelque temps, la rédaction du journal et les Toulousains s'interrogent : des incendies se produisent dans le quartier du Capitole, et il est bientôt acquis qu'ils ont une origine criminelle et qu'ils semblent l'œuvre d'une seule et même personne qui téléphone en outre au journal pour annoncer que « tout sera purifié ! ».
Benoît enquête sur un fait divers apparemment banal, une valise découverte sur un chemin de campagne de Marjolas, petit village des bords de la Garonne, puis volée à la maire où elle a été déposée. Le journaliste fait le rapprochement entre le pyromane de Toulouse et cette valise au contenu étrange, des gants, de l'alcool, des pièges à rats — un piège à rats est retrouvé sur le lieu de l'un des incendies —, un livre sur la peste à Toulouse au Moyen Âge.
Convaincu que le pyromane de Toulouse habite Marjolas ou ses environs, il entreprend de le démasquer avec l'aide de Margot Level, une autre journaliste du Cri, en essayant également de comprendre pourquoi Norbert Busois, le chef de l'un des services de rédaction du journal semble en savoir plus long à ce sujet qu'il ne veut bien en dire.
Les deux journalistes parviennent à identifier le criminel et à élucider l'affaire, dont le dénouement est publié dans le journal, sur six colonnes à la une.

## Personnages principaux
- Benoît Vallier (journaliste au Cri du Languedoc)
- Margot Level (journaliste au Cri du Languedoc)
- Fernand Cantarel (chef du service des informations générales au Cri du Languedoc)
- Norbert Busois (chef du service des informations locales au Cri du Languedoc)
- Le pyromane

## Aspects de l’œuvre
Bernard Epin situe le livre dans la tradition du roman policier et salue une des œuvres de Pierre Gamarra qui « ont connu un franc succès et demeurent des références.». Le roman offre aussi un témoignage sur le travail de création d'un quotidien régional, alors encore au temps de la mise en page au plomb.  En effet,  le récit situé dans les années 1960 est fortement documenté, et reflète en partie l’expérience de l’auteur dans le domaine de la presse écrite, durant la Résistance, la Libération puis jusqu’au début des années 1950.Six colonnes à la une est situé à Toulouse comme bon nombre d’autres œuvres de fiction de Pierre Gamarra. On notera que l’autre roman strictement policier de l’auteur, L’assassin a le prix Goncourt (1951), situé dans la région de Moissac, évoque llui aussi le monde de la presse, sous un autre jour.
Le roman, à l’instar de tous les livres parus dans la collection « Plein vent » de sa première édition ou de celles de ses rééditions et traductions, est généralement catégorisé dans la littérature pour jeunes lecteurs, un domaine dans lequel l’auteur a acquis  une grande partie de sa célébrité.

## Éditions

### Langue française
- édition originale : Éditions Robert Laffont, collection « Plein vent » no  7, 1966 , 250 p.
- rééditions : Gallimard collection Folio junior (1980, 1985 et 1986), Robert Laffont (1988, 1997) , Pocket Jeunesse (1997)

### Traductions
- portugaise : A Grande Reportagem, éditions Europa-América (Mem Martins (pt)), 1974, collection Europa-América Juvenil, traduction de Noémia Seixas[6],[7]
- espagnole : Seis columnas en primera, Mensagero (Bilbao), 1969 (s.n. de traducteur)
- italienne : L'inciadiario de Tolosa, Valentino Bompiani (Milan), coll. Pieno Vento, 1969, traduction de Diana Bonacossa